# Dyrygent
Dyrygent (en polonès el director) és una pel·lícula dramàtica polonesa del 1980 dirigida per Andrzej Wajda. Va participar al 30è Festival Internacional de Cinema de Berlín, on Andrzej Seweryn va guanyar l'Ós de Plata al millor actor. També fou exhibida al Festival de Cinema de Nova York de 1980. Va guanyar la Conquilla d'Or al Festival Internacional de Cinema de Sant Sebastià 1980.

## Sinopsi
Un violinista polonès coneix un director d'orquestra de fama mundial de gira pels Estats Units. Resulta que aquella conductora solia estar enamorada de la seva mare. Torna a Polònia per dirigir la seva orquestra i reprendre el seu romanç, aquesta vegada amb la filla en lloc de la mare.

## Repartiment
- John Gielgud - Jan Lasocki
- Krystyna Janda - Marta
- Andrzej Seweryn - Adam Pietryk
- Jan Ciecierski - Pare de Marta
- Maria Seweryn - Marysia
- Józef Fryzlewicz - Governador
- Janusz Gajos - Alt Funcionari
- Mary Ann Krasinski - Amic de Marta
- Anna Lopatowska - Anna
- Mavis Walker - Lilian
- Tadeusz Czechowski - Tadzio
- Marek Dabrowski - Oficial
- Stanislaw Górka - Baixista
- Jerzy Kleyn
- Elzbieta Strzalkowska
- Jerzy Szmidt
- Wojciech Wysocki - Kwiatkowski
- Stanislaw Zatloka - Rysio